# 横川寿美子
横川 寿美子（よこかわ すみこ、1953年3月 - ）は、日本の英米文学者、児童文学研究者。京都市生まれ。

## 来歴
- 1976年 京都大学文学部英文科卒業。
- 1979年 京都女子大学大学院家政学研究科修士課程修了。
- 1983年 大阪府立国際児童文学館専門員。
- 1992年 美作女子大学助教授。1998年より教授。
- 2001年 帝塚山学院大学文学部助教授、のち教授。その後退職。

1991年『初潮という切札－＜少女＞批評・序説』で日本児童文学者協会新人賞、94年『「赤毛のアン」の挑戦』で日本児童文学学会奨励賞受賞。フェミニズムの視点から児童文学、近年はヤングアダルト小説を論じている。

## 著書

### 単著
- 『初潮という切札』JICC出版局 1991
- 『「赤毛のアン」の挑戦』宝島社 1994

### 共編著
- 『児童文学研究、そして、その先へ』宮川健郎共編 久山社 2007
- 『映画になった児童文学』川端有子,水間千恵,吉本和弘共著. 玉川大学出版部, 2015.10

### 翻訳
- ジャック・ザイプス『赤頭巾ちゃんは森を抜けて 社会文化学からみた再話の変遷』廉岡糸子,吉田純子共訳. 阿吽社, 1990.
- マーク・トウェイン, フィリップ・ステッド 作, エリン・ステッド 画『さらわれたオレオマーガリン王子』ひこ・田中共訳. 福音館書店, 2019.1

## 論文
- ＜横川寿美子